# Municipio de Scott (condado de Lincoln)
El municipio de Scott (en inglés: Scott Township) es un municipio ubicado en el condado de Lincoln en el estado estadounidense de Kansas. En el año 2010 tenía una población de 104 habitantes y una densidad poblacional de 1,11 personas por km².

## Geografía
El municipio de Scott se encuentra ubicado en las coordenadas 39°10′31″N 98°5′54″O / 39.17528, -98.09833. Según la Oficina del Censo de los Estados Unidos, el municipio tiene una superficie total de 93.46 km², de la cual 93,36 km² corresponden a tierra firme y (0,12 %) 0,11 km² es agua.

## Demografía
Según el censo de 2010, había 104 personas residiendo en el municipio de Scott. La densidad de población era de 1,11 hab./km². De los 104 habitantes, el municipio de Scott estaba compuesto por el 99,04 % blancos y el 0,96 % eran de una mezcla de razas. Del total de la población el 2,88 % eran hispanos o latinos de cualquier raza.